# یک تاریخ جهان در ۱۰۰ شیء

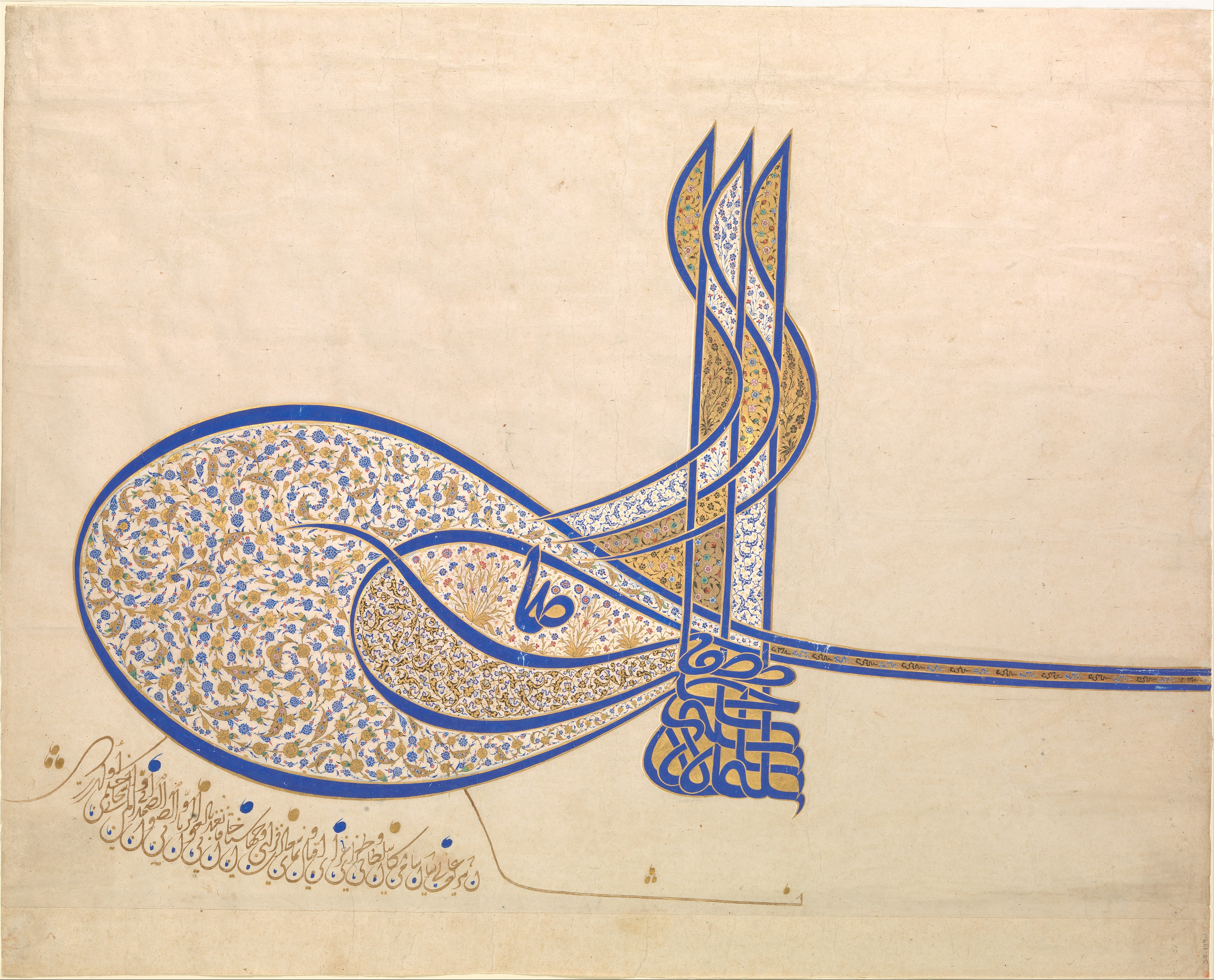
طغرا سلیمان اعظم سال ۱۵۲۰. تصویر استفاده شده در کتاب ، بخش آستانه جهان مدرن.

یک تاریخ جهان در ۱۰۰ شیء (به انگلیسی:A History of the World in 100 Objects) کتابی است که توسط نیل مک‌گرگور و با همکاری موزه بریتانیا و رادیو بی‌بی‌سی ۴ تهیه و به زبان‌های مختلف ترجمه شده‌است.
در این کتاب تنها دو مورد از ایران آمده‌است. یک مورد مربوط به ایران باستان و مورد دیگر مربوط به ایران اسلامی در فصل هفده کتاب.

## ترجمه در ایران
این کتاب دو بار به فارسی ترجمه شده‌است. بار اول در سال ۱۳۹۵ توسط ع. پاشایی و بار دوم در ۱۳۹۷ توسط عباس مخبر و عباس زندباف.